# Нордстрём, Эльза
Эльза Нордстрём (швед. Elsa Nordström, 30 января 1889, Стокгольм, Швеция — 24 мая 1952, Триест, Фриули-Венеция-Джулия, Италия) — шведский художник-график.

## Биография
Эльза Нордстрём была дочерью художников Карла Нордстрёма и Теклы Линдестрём. Эльза получила своё базовое образование от родителей, а позже самостоятельно изучала японскую ксилографию. Она участвовала в выставке Föreningen Original-Träsnitts (Ассоциация оригинальных ксилографий) в Стокгольме в 1914 году и в 30-й юбилейной выставке Ассоциации в Национальном музее в 1942 году. Нордстрём главным образом работала в Италии, но часто черпала свои мотивы из западного побережья Швеции и Чёрна. Помимо пейзажей, её искусство состоит из цветочных натюрмортов, выполненных на дереве. Эльза также была замужем за французским художником Луи Тоффоли. Эльза Нордстрём представлена в Вальдемарсудде и Музее современного искусства в Стокгольме.